# Роцо (Верчели)
Роцо (итал. Rozzo) је насеље у Италији у округу Верчели, региону Пијемонт.
Према процени из 2011. у насељу је живело 480 становника. Насеље се налази на надморској висини од 384 м.